# Aqueduc de la Joncasse
L'aqueduc-siphon de la Joncasse situé en France sur la commune de Deyme dans la Haute-Garonne en région Occitanie, c'est un des nombreux aqueducs du canal du Midi.

## Description
L'aqueduc-siphon de la Joncasse permet le passage sous le canal du Midi des petits ruisseaux des Rosiers et de la Joncasse des affluents de l'Hers-Mort.
Cet aqueduc siphon a été construit en 1734-1735 par la province sur les plans de l'ingénieur Jean de Clapiès. L'ouvrage est remarquable par la qualité de sa conception et son exécution, dans laquelle on trouve un des premiers emplois de chaux hydraulique.

## Histoire
Il est inscrit au titre des monuments historiques par arrêté du 24 avril 1998.